# Luis Istúriz
Luis Istúriz es un activista político y abogado venezolano que se ha desempeñado como secretario político de partido opositor Vente Venezuela en el estado Miranda. Durante la campaña de las elecciones presidenciales de Venezuela de 2024, también fue miembro del Comando Con Venezuela opositor en el estado. Fue detenido por funcionarios del Servicio Bolivariano de Inteligencia pocas semanas después de las elecciones.

## Detención
Luis Istúriz comenzó su trayectoria política a los 17 años, junto con el entonces gobernador de Miranda Enrique Mendoza. El 24 de agosto de 2024 fue detenido por fuerzas de seguridad, y al día siguiente al menos seis funcionarios del Servicio Bolivariano de Inteligencia (SEBIN) allanaron su vivienda. Vente Venezuela denunció la detención para el 26 de agosto, responsabilizó al gobierno por la integridad de ambos, y que para ese momento se desconocía el paradero de ambos. Según cifras proporcionadas por el propio gobierno venezolano, más de 2.400 personas fueron arrestadas después de los comicios donde se declaró como ganador a Nicolás Maduro.
A Luis no se le permitió designar un abogado defensor privado y se le impuso una defensa pública. Su audiencia de presentación se realizó de manera telemática, por una llamada de Zoom mientras estaba recluido en El Helicoide. Se le imputaron seis cargos: "forjamiento de documentos públicos", "instigación", "desobediencia a las leyes", "asociación", "conspiración" y "sabotaje". Ha compartido su celda con 14 personas, durmiendo en literas. En octubre de 2024, dos meses después de su detención, Vente Venezuela y su Comité de Derechos Humanos vovieron a denunciar su detención, momento en el que se conocía se encontraba El Helicoide. En enero de 2025 el Comité exigió una vez más su liberación; para ese momento, Vente Venezuela contabilizaba a 198 dirigentes opositores y activistas detenidos.

## Vida personal
Luis Istúriz está casado y tiene dos hermanas. También tiene dos hijos que para abril de 2025 tenían cuatro y seis años. Istúriz es asmático, por lo que su familia le ha llevado antialérgicos, inhaladores y otros medicamentos durante su reclusión porque su celda tiene mucha humedad.